# Gora Belopol'skogo
Gora Belopol'skogo är ett berg i Antarktis. Det ligger i Östantarktis. Australien gör anspråk på området. Toppen på Gora Belopol'skogo är 1 112 meter över havet.
Terrängen runt Gora Belopol'skogo är platt åt nordväst, men åt sydost är den kuperad. Trakten är obefolkad. Det finns inga samhällen i närheten.